# Прыжки с трамплина на зимних Олимпийских играх 1948
Соревнования по прыжкам с трамплина на зимних Олимпийских играх 1948 года прошли 7 февраля на Олимпиашанце.

## Общий медальный зачёт
| Место | Страна   | Золото | Серебро | Бронза | Всего |
| ----- | -------- | ------ | ------- | ------ | ----- |
| 1     | Норвегия | 1      | 1       | 1      | 3     |
| Всего | Всего    | 1      | 1       | 1      | 3     |

## Медалисты
| Вид  | Золото                  | Серебро              | Бронза                      |
| ---- | ----------------------- | -------------------- | --------------------------- |
| К-68 | Петтер Хугстед Норвегия | Биргер Рууд Норвегия | Торлейф Скьелдеруп Норвегия |